# 惑星間インターネット

地球から月まで光の速さで1.26秒かかる。惑星間ではさらに長時間の遅延が発生する。

惑星間インターネット（Interplanetary Internet）とは、宇宙空間に相互に通信可能なノード群を配置する構想。惑星間の距離では光速度の遅延は無視できないため、惑星間インターネットでは大幅な遅延に耐性のあるプロトコルと新しい技術の開発が必須となる。インターネットは高トラフィックで無視できる遅延および低エラー率の「ネットワークのネットワーク」ともいうべきものであるが、惑星間インターネットは蓄積交換型の「インターネットのネットワーク」ともいうべきものである。バックボーンとなるネットワークは無線で構築され、超長距離かつ非常に低いC/N比（搬送波対ノイズ比）の中でデータが転送されることになる。従って、接続を維持するためには高エラー率と非常に長い遅延（数十分から数時間）に対処しなければならない。地上のインターネットで主流の経路制御プロトコルでは、途絶を検知すると経路の再計算が行われ、その間は全くパケットが転送できなくなる。惑星間インターネットのようにネットワークのトポロジ変更や大きな遅延や外乱ノイズの混入が当たり前のネットワークでは、途絶が頻繁に起きるために経路の再計算が頻発し、通信自体がほとんど成立しなくなってしまう問題がある。

## 開発
歴史的観点から宇宙での通信を見たとき、高価で独自のポイントツーポイント・アーキテクチャから徐々に進化して、成功したミッションの技術を再利用しつつ、多くの国の宇宙機関が標準プロトコルの開発に合意した。この最終段階は1982年から宇宙データシステム諮問委員会 (CCSDS)が注力しており、これには各国の宇宙機関が参加している。メンバー機関は11機関、オブザーバ機関は22機関、産業界からの参加企業は100社以上になっている。
宇宙データシステム標準の発展はインターネットの発展と並行している。概念的には共通の部分も多いが、大部分は別個の進歩と言える。1990年代後半以降、主要なインターネットプロトコルとCCSDS宇宙リンクプロトコルの結合が行われている。例えば1996年1月2日、地球周回軌道上の人工衛星 STRV-1b とのFTPファイル転送が成功した。これは、CCSDSのIPv4風の Space Communications Protocol Specifications (SCPS) プロトコル上でFTPを動作させたものである。CCSDS を使わないインターネットプロトコルの実験も宇宙船上で行われている。例えば、UoSAT-12 衛星でのデモンストレーションや災害監視衛星群での実用化がある。IP搭載宇宙船による短距離転送が実用可能となり、より大きな次の段階の研究が行われている。

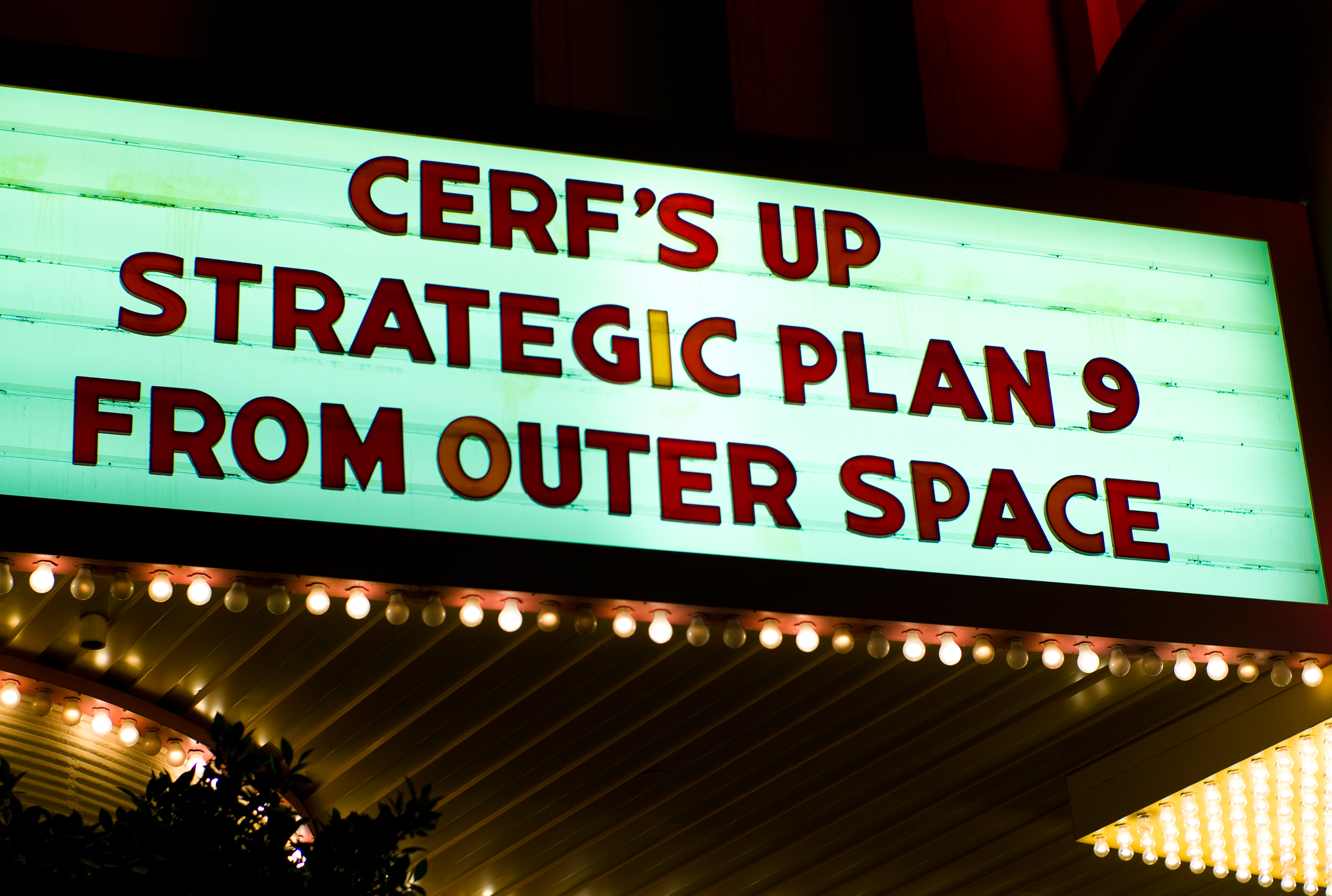
2007年、ロサンゼルスで開催されたICANN会合の看板。エド・ウッド監督の映画『プラン9・フロム・アウタースペース』とインターネットのパイオニアであるヴィントン・サーフの名をもじったもの

NASAジェット推進研究所(JPL)における惑星間インターネットの研究は、ヴィントン・サーフと Adrian Hooke率いる科学者チームによって開始された。サーフは地球上のインターネットのパイオニアの1人であり、現在JPLの特別客員研究員でもある。Hooke はCCSDSのディレクターの1人である。
IP風のSCPSプロトコルは短距離転送（地上局と人工衛星、着陸船とローバー、着陸船と人工衛星、フライバイの際のプローブなど）では十分実用可能であるが、太陽系のある領域から別の領域に情報を転送するには遅延耐性ネットワーク(DTN)が必要である。この「領域(region)」の概念が惑星間インターネットのアーキテクチャ上の重要な要素であることは明白である。
「領域」とは通信の適切な品質が同質と言える範囲を意味する。領域は、通信能力、サービス品質、セキュリティ、リソース管理、所有権などに基づいて定義される。惑星間インターネットは「領域毎のインターネット間のネットワーク」である。
そこで必要となるのは、汎用プロトコルによって接続のない任意の遅延のある環境で複数領域間のエンドツーエンドの通信を実現する標準的手法である。領域の例として、地球上のインターネットを1つの領域と見なしたり、月や火星の地表を領域としたり、地表と周回軌道間の通信を領域とすることが考えられる。
このような条件の認識により、一般化された蓄積交換問題に対処する高水準の方法としての「バンドル(bundle)」の概念にたどり着く。バンドルとは、OSI参照モデルのトランスポート層より上の層での新たなプロトコル開発であり、「領域インターネット間のネットワーク」のような根本的に異なる環境間で信頼できる転送を可能とする蓄積交換情報をまとめる問題に対処することを目標としている。
DTNは遅延を伴うような長距離での通信の標準化を目指して設計された。その中核部を Bundle Protocol (BP) とも呼び、これが地球上のインターネットで広く使われている Internet Protocol (IP) とよく似ている。BPとIPの最大の違いは、IPがシームレスなエンドツーエンドのデータパスを前提としているのに対し、BPは深宇宙通信ではよく起きる誤りと接続切れへの対処を組み込んでいる。
遅延耐性ネットワークのバンドル用プロトコルスタックとして実装されるバンドルサービス層は、各種アプリケーション（保護転送、分割と再結合、エンドツーエンド信頼性、エンドツーエンド・セキュリティ、エンドツーエンド・ルーティング）について汎用の遅延耐性プロトコルサービスを提供する。Bundle Protocol については2008年、UK-DMC衛星を使って初めて宇宙空間での試験が行われた。

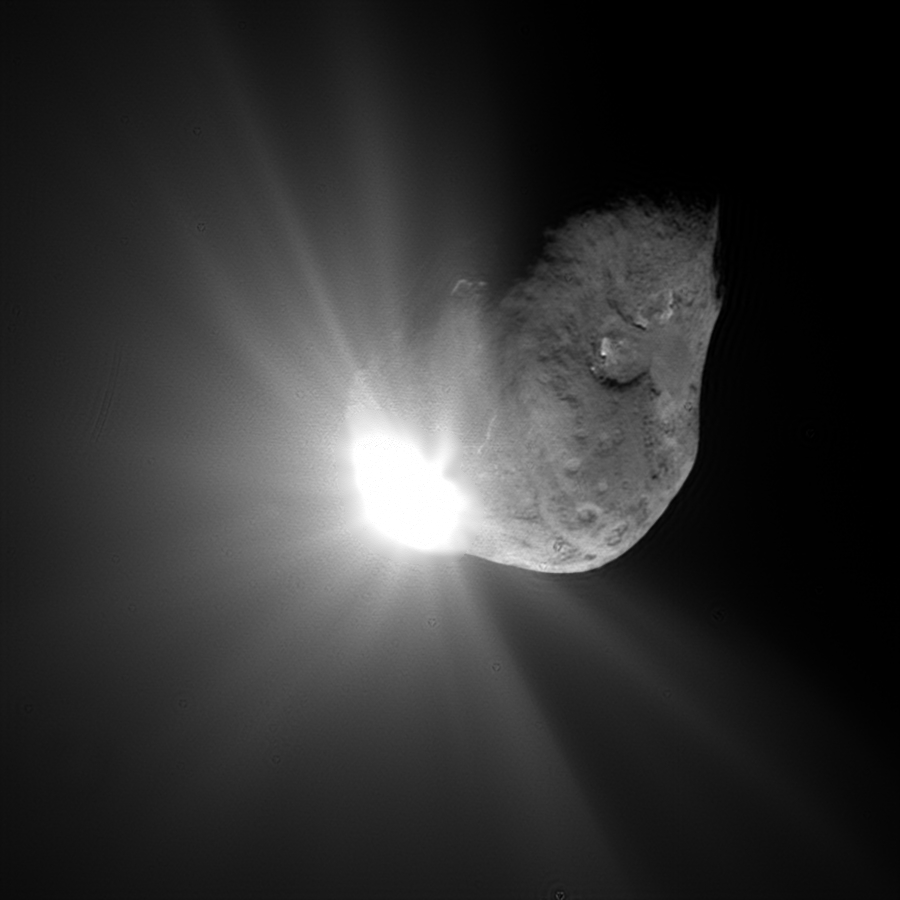
ディープ・インパクト計画

これらエンドツーエンド・アプリケーションの一種 CFDP を実際にミッションに利用した例として彗星探査計画ディープ・インパクトがある。CFDP とは CCSDS File Delivery Protocol であり、自動的かつ高信頼な双方向ファイル転送のための標準規格である。IETF が文書化した実験的ファイル配布プロトコル Coherent file distribution protocol とは別物なので注意されたい。
CCSDS CFDP はファイルをコピーするだけでなく、ファイルのメタデータとしてユーザー定義の短いメッセージを同時に転送することができ、それによって遠隔ノード上で自動的にファイルシステム関連コマンドを実行させることができる。

## 実装
インターネットソサエティの InterPlanetary Internet Special Interest Group は不活発ではあるが惑星間インターネットに関連するプロトコルなどの標準化活動を行っている。遅延耐性ネットワーク(DTN) に関して中心的役割を果たしているのは The Delay Tolerant Networking Research Group (DTNRG) である。
2005年、NASA は 2009年9月に予定されていた火星通信衛星の打ち上げ計画を中止した。これが実現していれば、将来の火星探査計画をサポートするとともに世界初の地球以外の惑星での恒久的インターネットハブとなる予定であった。レーザーによる光通信を使用する予定だった。電波ではないので、アンテナではなく光増幅器や望遠鏡で光を受信する。
NASAのジェット推進研究所 (JPL) はDTNの試験を続けており、2008年10月、Deep Impact/EPOXIに搭載した Deep Impact Networking (DINET) の実験を行った。
2009年5月、国際宇宙ステーションにDTN設備が設置された。NASAとコロラド大学の研究グループ BioServe Space Technologies は、2つの商用バイオプロセッシング装置 (CGBA) 上に設置したDTNの試験を継続している。CGBA-4とCGBA-5はコンピュータと通信プラットフォームとして、コロラド州ボルダーにある BioServe の Payload Operations Control Center (POCC) から遠隔制御される。2012年10月、国際宇宙ステーション船長スニータ・ウィリアムズがドイツの欧州宇宙運用センターにあるBeagleBoardコンピュータとWebカメラを搭載した「猫ほどの大きさ」のLEGO Mindstormsでできたロボット Mocup (Meteron Operations and Communications Prototype) をDTNを使って遠隔操作する実験を行った。これらの実験は、DTNを使った今後のミッションや将来DTNによって太陽系各地を結ぶネットワークが形成された際への洞察を与える。DTNは探査機からのデータの適時性を向上させ、リスクとコストを低減し、乗組員の安全性を向上させる。
遅延耐性ネットワークには惑星間インターネット以外にも応用分野が存在する。例えば、厳しい環境下での通信、センサーウェブ、災害復旧、遠隔の辺境地帯との通信などである。遠隔の辺境地帯の例としては、コンピュータはあるが通信手段が完備していない北極近辺の村や離島が考えられる。村に一箇所の無線施設と、DTN機能のある機器が例えば犬ぞりや釣り船にあれば、住民は電子メールをチェックし、ウィキペディアの記事をクリックし、近傍の無線施設を訪れた際にリクエストをまとめて送り、応答を得ることができる。

## 地球軌道での実験
2012年、NASAと欧州宇宙機関 (ESA) は国際宇宙ステーションから惑星間インターネットの実験用ネットワークを経由してダルムシュタットにあるローバーを遠隔操作する実験を行った。国際宇宙ステーションと地球の間の距離は、通常のプロトコルが使えるほど十分に短距離なので、すでに無線およびインターネットプロトコルで接続されている。それを将来的に惑星間インターネットを構成するであろうシステムの開発・実験に利用しているわけである。